# Экологический терроризм
Экологический терроризм (экотерроризм, экотаж = экология + саботаж) — термин, имеющий два различных смысла:
- радикальные действия групп и лиц, борющихся за права животных, и выступающих за освобождение животных[1], а также любых «зелёных» (энвайронменталистов); ФБР США определяет экологический терроризм в данном контексте как применение или угроза применения насилия криминального характера против невинных жертв или имуществу граждан со стороны экологически ориентированных, межнациональных групп по эколого-политическим причинам, либо направленных с целью привлечения внимания[2]. По мнению ФБР, с началом XXI века деятельность и тактика ряда подобных групп активистов претерпела существенные изменения и приобрела опасный характер для общества.
- умышленное масштабное загрязнение окружающей среды[1] (экоцид).

## Действия «зелёных», расцениваемые как радикальные и террористические
Отдельные защитники прав животных, сторонники биоцентризма, объединяются в группировки, совершающие провокационные, в том числе противозаконные действия, направленные против жестокого обращения с животными.
Первые подобные противоправные действия, по данным ФБР США были предприняты в 1977 году, когда активисты Greenpeace и организации Общество охраны морской фауны разрезали сети рыбных промысловиков.
Радикальные природоохранные организации занимаются экотерроризмом с целью повлиять на общественное мнение. Они даже ввели новый термин, экотаж (экологический саботаж).
ФБР называет деятельность воинствующих защитников окружающей среды и защитников животных «самой большой террористической угрозой в Соединенных Штатах» и считает их угрозой нации. Оно обвиняет экотеррористов в поджогах жилых зданий, исследовательских лабораторий и автосалонов, организации взрывов в офисах. По оценкам специалистов, ущерб от действий «зелёных» превысил 100 млн долларов и лишь вопрос времени, когда такая криминальная деятельность начнёт приводить к гибели людей.
Министерство национальной безопасности США также считает некоторые организации энвайронменталистов террористическими.
С 1997 по 1999 гг. активисты «Фронта освобождения Земли (ELF)» нанесли ущерб в размере 40 миллионов долларов, совершив 33 акции, среди которых — поджог горнолыжного курорта в Вейле (1996 год), поджог бюро по управлению земельными ресурсами в штате Орегон и отделения рейнджеров Федеральной лесной службы США в Ок-Ридже (ущерб 9 млн долларов), поджог бойни в Редмонде, штат Калифорния (ущерб 1,3 млн долларов, 1997 год), взрыв и полное уничтожение офиса корпорации Boise Cascade, планировавшей начать строительство деревообрабатывающего машиностроительного комплекса в Чили (1999 год), поджог жилого комплекса в Сан-Диего, штат Калифорния (2003 год).

Целью активистов «Фронта» является восстановление первозданных экосистем, которые «были уничтожены бессовестными и эгоистическими действиями человеческой расы». По мнению лидеров ELF, «высшая цель вполне оправдывает средства, и никакие жертвы (так называемый побочный эффект) не должны останавливать нас». Профессор кафедры мировых религий Висконсинского университета Брон Тейлор: 
Вы не можете понять этих ребят, если не поймете их этическую и вообще духовную мотивацию. Весьма поверхностное знакомство «зелёных» террористов с экологической наукой и современным механизмом государственной политики приводит к нравственному срыву и цинизму борцов за возрождение девственной природы.
В конце XX века активисты организации объединились с «Фронтом освобождения животных» (Animal Liberation Front, ALF). ФБР в 2001 году внесло его в список террористических организаций. Филиал организации действует и в России.
- В октябре 2008 года в Великобритании начались слушания по делу борцов за права животных. Их обвиняют в том, что они 6 лет распространяли информацию, порочащую сотрудников Британского биомедицинского центра Huntingdon Life Sciences[англ.] и угрожали расправиться с их семьями[10]. Пятеро из восьми подсудимых — члены Stop Huntingdon Animal Cruelty («Остановите жестокое обращение с животными в Хантингдоне»). Борцы за права животных обвиняются в том, что они, по версии обвинения, посылали сотрудникам центра письма с угрозами и фальшивые бомбы, портили их автомобили, на стенах их домов и подъездов делали надписи, в которых утверждалось, что «здесь живут педофилы» или «здесь живут убийцы щенков». Защитники прав животных обещали оставить биомедиков в покое лишь в случае, если они откажутся от работы с Huntingdon Life Sciences[12].
- В январе 2009 года в Великобритании семеро активистов движений по защите животных получили тюремные сроки от 4 до 11 лет за шантаж научных и фармацевтических компаний. Их признали виновными в организации кампаний против фирм, использующих опыты на животных. Как определил суд, действия группы были направлены на остановку лабораторных опытов с использованием животных и преступники пытались создать «атмосферу страха» в научных учреждениях и фармацевтических фирмах. По утверждению полиции, эти приговоры «обескровили движение экстремистов-защитников прав животных в Великобритании»[13][14].
- В США Члены Фронта освобождения Земли (ELF)), считающие своей целью защиту природной среды от уничтожения и эксплуатации, предпринимают и противоправные действия. Наиболее крупные акции ELF — поджоги горнолыжного курорта в Вейле (1996 год), бюро по управлению земельными ресурсами в штате Орегон (1997 год), жилого комплекса в Сан-Диего, штат Калифорния (2003 год)[9].
- В 2004 году группа неизвестных совершила ряд нападений на биологический факультет МГУ им. М. В. Ломоносова, похитив ряд подопытных животных с кафедры зоологии позвоночных животных и кафедры высшей нервной деятельности. Из лабораторий исчезли, в общей сложности (вероятно, были выпущены на свободу) вороны, большое количество крыс, и пять кроликов. На стены были нанесены надписи и логотипы, указывающие на организацию «Фронт освобождения животных», но подозрения также пали на самих студентов или сотрудников биологического факультета (ввиду того, что похитители беспрепятственно проникли на факультет и открыли дверь ключом)[15].

Чуть раньше, в феврале 2004 года, из НИИ НФ им. П. К. Анохина при похожих обстоятельствах выпустили 119 лягушек.
Сотрудники отметили, что в случае, если животных действительно выпустили на свободу, их ожидает неминуемая гибель, ввиду неприспособленности к жизни на воле, а в ряде случаев — ввиду особого характера уже проведённых над ними экспериментов, исключающих возможность дальнейшего самостоятельного существования без медицинского контроля (такие как вживление электродов, насильственное приучивание к алкоголизму и наркомании, и т. п.).
- В феврале 2012 года в США 27-летняя Мередит Лоуэлл из штата Огайо пыталась через Facebook нанять киллера для убийства человека, одетого в меха. Девушке нужен был предлог, чтобы распространить листовки о жестоком обращении с животными. Была задержана сотрудниками ФБР[17].

Директор ФБР США Луис Фри в своём докладе сенату приравнял деятельность крайних борцов за права животных, борцов против абортов, защитников окружающей среды, борцов с ядерным оружием и энергетикой к террористической.
Американский эксперт Марта Ли полагает:
Такие практически неизлечимые болезни, как рак и СПИД, с точки зрения идеологов экотерроризма и его боевиков откровенно признаются не медицинской проблемой, а «подаренным Всевышним» удобным способом подорвать основы «пагубного промышленного развития для сохранения живой природы в определённых Богом естественных ареалах».

### Потопление судов Hvalur

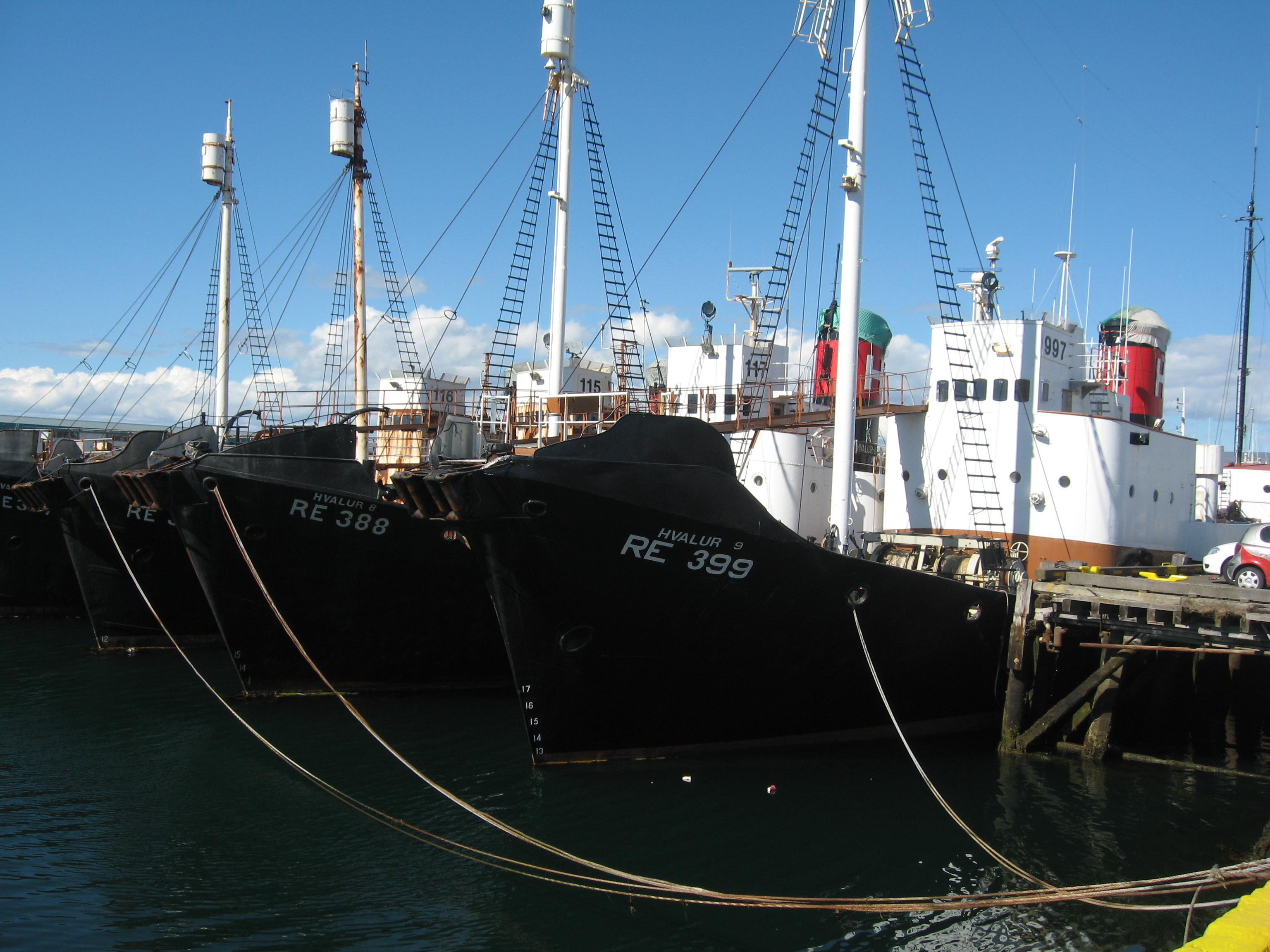
Hvalur 6, Hvalur 7, Hvalur 8, и Hvalur 9 в 2008.

С 8 на 9 ноября 1986 года члены Общества охраны морской фауны предприняли попытку потопить исландские китобойныe суда Hvalur 6 и Hvalur 7 в Рейкьявике. Целью теракта было остановить китобойный промысел в Исландии.
В октябре 1986 года экотеррористы Род Коронадо и Дэвид Хауитт прибыли в столицу Исландии. Тайно разузнав местонахождение китобойных судов, они устроились на работу на рыбном заводе. В 20:00 экологи проникли на китобойную станцию на Хваль-фьорде (единственную в Исландии). Для уничтожения двигателей, генераторов и машин они использовали кувалды; холодильная установка, предназначенная для хранения китового мяса, также была уничтожена; документы были облиты кислотой.
Хауитт и Коронадо покинули китобойную базу и вернулись Рейкьявик на пристань, где были пришвартованы суда Hvalur. Волонтёры открыли забортный клапан кораблей, и они затонули в течение получаса. Коронадо и Хауитт ушли до прибытия полиции и покинули страну в 7:45, улетев в Люксембург.
В ходе операции не пострадал ни один человек. Был нанесён урон на два миллиона долларов. Суда Hvalur в конечном счёте были спасены. Лидер Общества охраны морской фауны Пол Уотсон взял на себя вину за ущерб, нанесенный его сподвижниками, из-за чего ему были представлены обвинения в терроризме.

### Протесты против китобойного промысла Норвегии
В июле 1994 года судно Общества охраны морской фауны «Киты навсегда» (Whales forever) пребывало у берегов Норвегии с целью сорвать охоту на малых полосатиков. Судно выследила норвежская береговая охрана и выслала за ним корабль «Анденес» (Andenes). Норвежские военные попытались запутать винт корабля «зелёных» канатом. После этого Whales forever столкнулся с кораблём Andenes в спорных обстоятельствах. Норвежцы сделали два предупредительных выстрела и потребовали от активистов покинуть норвежские воды, а также заявили о готовности преследовать их до Шетландских островов.
Общество охраны морской фауны заявило, что Andenes протаранил их судно, когда они находились в международных водах. Береговая охрана в свою очередь заявила об умышленном нападении на военное судно в водах Вест-фьорда. На следующий день после инцидента власти Норвегии назвали капитана Whales forever Пола Уотсона террористом. Оба судна получили повреждения. Whales forever был продан из-за затрат на ремонт.

## Умышленное загрязнение окружающей среды
С военной точки зрения, экологический терроризм — это действия, направленные на умышленное загрязнение окружающей среды противника, с целью нанесения ему экологического урона. Подобные действия могут приводить к трудноустранимым последствиям. В частности, во время войны в Персидском заливе Ирак поджёг более 700 нефтяных скважин на территории оккупированного Кувейта и сливал нефть в Персидский залив.